# Borgo medievale di Teramo
Il borgo medievale di Teramo è un complesso di edifici ottocenteschi realizzati nell'omonimo comune, sul colle di San Venanzio, attraverso una fusione in un'unica struttura di differenti stili architettonici ed artistici (dal neogotico al moresco, con varie contaminazioni derivanti dalle numerose esperienze formative maturate nel tempo dal suo autore). L'edificio principale del borgo è il Castello Della Monica, la cui denominazione si estende anche agli altri fabbricati ed aree verdi circostanti.

## Storia

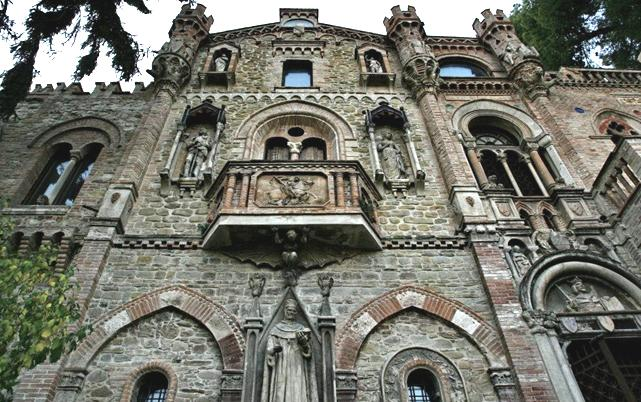
Veduta dal basso della facciata principale del Castello Della Monica

Voluto e progettato dall'artista teramano Gennaro Della Monica, dal quale ha assunto il nome, fu iniziato nel 1889, dopo che la deputazione provinciale rilasciò il permesso «di poter realizzare un casino residenziale, parallelo alla strada per Bosco Martese». Nel 1890 erano già state erette le mura del corpo centrale e coperto il tetto.
L'edificio principale, che costituisce il castello vero e proprio, fu eretto sul sito dell'antica chiesa di San Venanzio, ridotta dai francesi a polveriera, della quale furono riutilizzati i materiali di costruzione e gli elementi decorativi.
Il Castello Della Monica si ricollega al gusto neogotico, in voga in quel periodo, come pure si può dire del castello appartenuto al letterato Vincenzo Bonifaci, edificato a Vallenquina, nel comune di Valle Castellana, nei primi anni del Novecento, da alcuni attribuito allo stesso Gennaro Della Monica. Chiarisce però Cosimo Savastano, riportando il testo di un appunto rinvenuto tra le carte del pittore, che «non si tratta di un esempio di revival gotico propriamente detto, ma è, per più aspetti rappresentativo della cultura figurativo-letteraria e della sensibilità e del '700 e dell'800: il complesso prende lo spunto dal gusto settecentesco del pittoresco, si alimentò dell'ideologia romantica stimolata dalla riscoperta del castello [...] (e del Medioevo) [...] il tutto in forme e decorazioni attinte con molta libertà ed inventiva dal repertorio gotico con contaminazioni moresche».
Verosimilmente il progetto era nato nella mente del Della Monica già da qualche anno, almeno sin dal tempo del suo viaggio a Torino, in occasione dell'esposizione del 1884 (nella quale aveva messo in mostra due suoi dipinti), quando rimase ammirato dalla vista del suggestivo borgo medievale realizzato nel parco del Valentino.
Gennaro Della Monica abitò il castello e vi collocò il suo studio, dove raccolse una enorme mole di studi, appunti e disegni realizzati nel corso dei lavori di completamento degli interni e dell'intero complesso. Negli anni successivi, infatti, furono portati a compimento anche altri due edifici secondari che, insieme al corpo principale, formano un vero e proprio borgo in stile medievale: oltre al fabbricato principale (ala ovest) e a due edifici a valle (ala est), il borgo comprende altresì una dipendenza di servizio (ala sud) e dei graziosi giardini a terrazzo.
Nel settembre del 1900, nel corso delle feste per l'inaugurazione e la riapertura al culto della chiesa della Madonna delle Grazie in Teramo, il fuochista Pietro Paolo Vallone ideò uno straordinario spettacolo di illusionismo pirotecnico che ebbe per tema proprio l'incendio del Castello Della Monica.
Dopo la morte del Della Monica, avvenuta nel 1917, fu Vincenzo Bindi, storico d'arte nativo di Giulianova, a proporne per primo l'acquisizione da parte del Comune per destinarlo a sede del museo civico. La proposta però, criticata da più parti, fu subito accantonata.
Situato in posizione isolata tra il verde del colle di San Venanzio, nella parte ovest di Teramo, il castello divenne elemento caratteristico del paesaggio aprutino, proprio come a est della città fu per l'osservatorio astronomico che Vincenzo Cerulli, sul finire dell'Ottocento, fece edificare sull'altura di Collurania.
A causa di una proliferazione edilizia incontrollata, però, a partire dal secondo dopoguerra il castello fu via via sempre più circondato e soffocato da abitazioni e condomini che hanno finito per occultarne completamente il profilo fino a renderlo quasi indistinguibile alla vista e a mortificarne ogni valenza paesaggistica.
Ad eccezione di un solo edificio, adibito a civile abitazione, il resto del complesso è di proprietà del Comune di Teramo e si trova in fase di restauro per essere riaperto al pubblico e riconsegnato alla città. Il 15 dicembre 2013 è stata attivata la nuova illuminazione della facciata est del castello.

## Galleria d'immagini

Affreschi interni
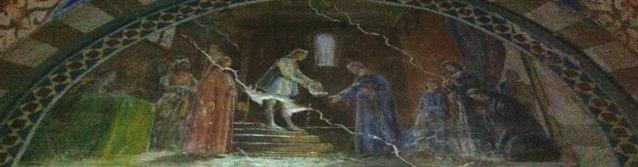
Affresco con re Guglielmo I che incontra il vescovo Guido II, situato nel piano terra
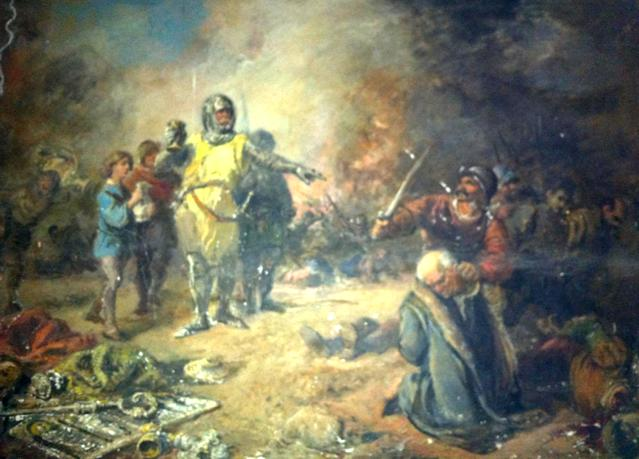
Affresco con scena bellica, situato nel piano terra
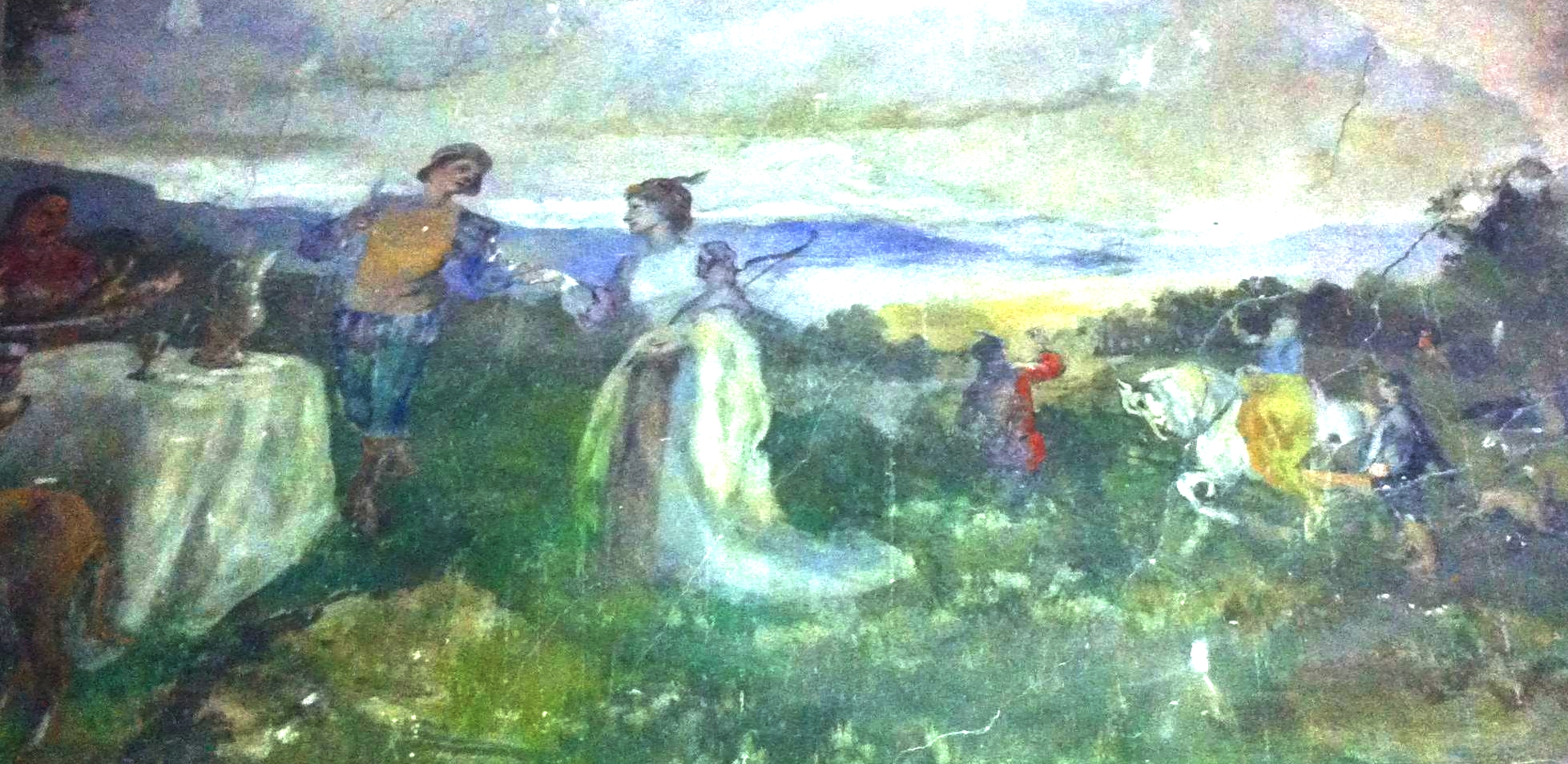
Affresco degli amanti, situato nel piano terra
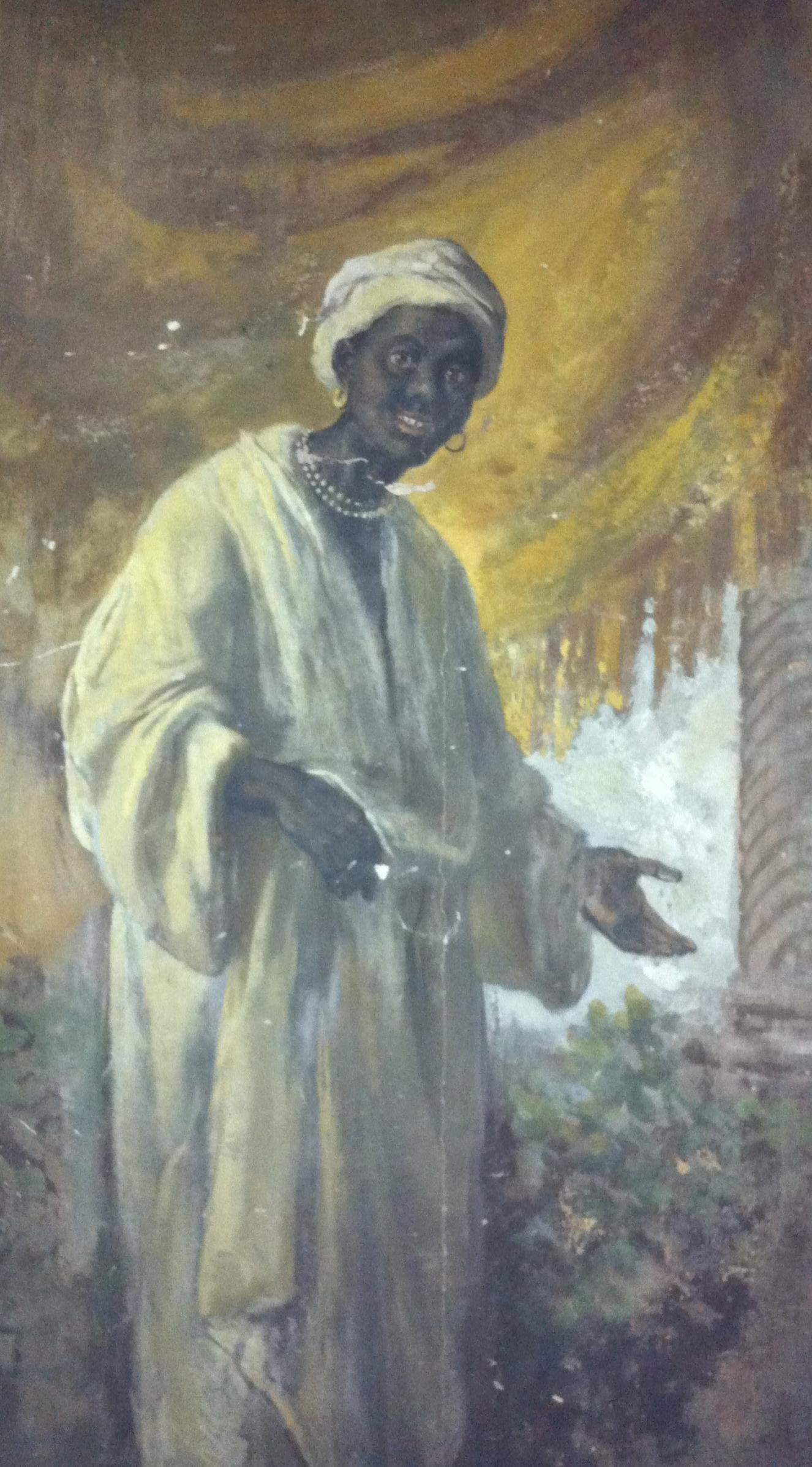
Affresco raffigurante servitrice, posto lungo la scalinata principale